# Nadbiskupija
Nadbiskupija, oblik je biskupije u Katoličkoj Crkvi, na čijemu se čelu nalazi nadbiskup.
Određena biskupija nosi naslov nadbiskupije iz povijesnih ili organizacijskih razloga. Često je nadbiskupija ujedno i sjedište metropolije te je i nadbiskup ujedno i metropolit. Ipak, ima i slučajeva u kojima neka nadbiskupija nije sjedište metropolije, nego je ili izravno podređena Svetoj Stolici (poput Zadarske nadbiskupije), ili dijelom neke druge metropolije (poput Avinjonske nadbiskupije koja je dio Marsejske metropolije).
Da bi upravljao nadbiskupijom biskup ne treba nikakvoga novog ređenja, nego odmah po imenovanju nosi naslov nadbiskupa.
Nadbiskupije postoje i u drugim kršćanskim Crkvama. U Anglikanskoj zajednici nadbiskupi su obično i poglavari pojedinih mjesnih Crkava. Tako Engleska Crkva ima dvojicu nadbiskupa (kenterberijskog i jorškog), no po tradiciji, čitavu Crkvu predvodi kenterberijski nadbiskup.
U pravoslavlju nazivu nadbiskupa odgovara arhiepiskop, čija uloga može biti različita u različitim Crkvama. Tako je u Grčkoj pravoslavnoj Crkvi poglavar čitave Crkve atenski arhiepiskop.